# 熊本県道222号柿原入佐線
熊本県道222号柿原入佐線（くまもとけんどう222ごう かきはらいりさせん）は、熊本県上益城郡山都町を通る一般県道である。

## 概要

### 路線データ
- 起点：熊本県上益城郡山都町下名連石（熊本県道152号稲生野甲佐線交点）
- 終点：熊本県上益城郡山都町入佐（熊本県道39号矢部阿蘇公園線交点）

## 路線状況

### 道路施設
近年、狭隘区間の拡幅工事が進んでいる。

#### トンネル
- 所野尾隧道：延長64 m、1947年（昭和22年）竣工、上益城郡山都町

## 地理

### 通過する自治体
- 上益城郡山都町

### 交差する道路
| 交差する道路               | 交差する場所 | 交差する場所 |
| -------------------------- | ------------ | ------------ |
| 熊本県道152号稲生野甲佐線  | 下名連石     | 起点         |
| 熊本県道39号矢部阿蘇公園線 | 入佐         | 終点         |

### 沿線
- 五老ヶ滝川（緑川支流）